# A Máquina do Ódio
A Máquina do Ódio: notas de uma repórter sobre fake news e violência digital é um livro escrito pela jornalista brasileira Patrícia Campos Mello, lançado em 2020. A obra investiga o fenômeno das campanhas de desinformação, linchamentos virtuais e o uso de fake news para manipular a opinião pública, com foco especial no Brasil. Patrícia também relata sua própria experiência como alvo de ataques após reportagens sobre o uso de disparos em massa via WhatsApp durante as eleições de 2018.

## Contexto
O livro é fruto das investigações de Patrícia Campos Mello, que expuseram esquemas de disparo em massa de mensagens via WhatsApp, financiados de forma irregular, com o objetivo de influenciar o resultado das eleições brasileiras de 2018. Após a publicação de suas reportagens, a jornalista foi alvo de uma campanha de difamação, recebendo ataques pessoais e sexistas, algo que é discutido no livro.

## Estrutura e temas
A Máquina do Ódio explora a desinformação nas redes sociais e seu impacto na polarização política. O livro detalha como a manipulação digital, incluindo a compra de dados pessoais para campanhas ilícitas de desinformação, se tornou uma estratégia para deslegitimar a imprensa e influenciar o eleitorado. Patrícia aborda também o impacto do machismo nas críticas que sofreu, relatando como as jornalistas mulheres são especialmente atacadas.

### Veículos de imprensa e sites propagadores de desinformação
O livro menciona como alguns veículos e plataformas digitais atuaram disseminando desinformação, com financiamento de fontes clandestinas. Entre os sites citados, destacam-se:
- Jornal da Cidade Online
- Terça Livre
- Brasil Sem Medo

Esses veículos foram mencionados por suas atuações na propagação de fake news, principalmente em benefício de figuras políticas conservadoras.

### Financiamento suspeito
A obra discute como grupos empresariais financiaram campanhas de desinformação através de "caixa dois", burlando as leis eleitorais. Esses recursos financiaram o disparo em massa de mensagens no WhatsApp, uma prática que teve impacto significativo nas eleições.

## Repercussão
A Máquina do Ódio foi amplamente elogiado pela crítica e contribuiu para discussões sobre a liberdade de imprensa e os desafios enfrentados pelos jornalistas em tempos de fake news. O livro também é considerado uma leitura importante para quem deseja compreender os efeitos da desinformação nas democracias.
A autora foi alvo de ataques e ameaças, inclusive do deputado Eduardo Bolsonaro que acabou condenado a indenizar a autora por ofensas proferidas em suas redes sociais.
O livro também foi citado pelo ministro do STF Alexandre de Moraes no julgamento de condenação de inelegibilidade por 8 anos de Jair Bolsonaro.

### Indicações e prêmios
Patrícia Campos Mello já recebeu diversos prêmios por seu trabalho jornalístico, incluindo:
- Prêmio Internacional de Liberdade de Imprensa do Committee to Protect Journalists (CPJ), em 2019.
- Prêmio Maria Moors Cabot, concedido pela Escola de Jornalismo da Universidade de Columbia, em 2020.[9]

O livro também foi indicado em diversas listas de leituras essenciais de 2020, principalmente em análises de não-ficção sobre política e mídia no Brasil, inclusive pelo Supremo Tribunal Federal do Brasil.